# Mariam Eniola Bolaji
Mariam Eniola Bolaji, née, le 21 septembre 2005 , à Ibadan, est une joueuse de parabadminton nigériane.
Elle est devenue la première Africaine à remporter une médaille en badminton aux Jeux olympiques et paralympiques.

## Carrière
Mariam Eniola Bolaji remporte la médaille de bronze en simple dames SL3 aux Jeux paralympiques de 2024 à Paris.